# Nage avec palmes aux Jeux mondiaux de 2022
Navigation
Wrocław 2017 Chengdu 2025
Les épreuves de Nage avec palmes des Jeux mondiaux de 2022 ont lieu le 8 et 9 juillet 2022 dans le piscine du Birmingham Crossplex.

## Organisation
Il y a huit épreuves masculines et huit féminines. Le relais 4x50m surface est une nouveauté.
Sur chaque discipline, huit concurrents s'affrontent, chacun dans leur couloir respectif.

## Résultats

### 50mapnée
| Rang               | Nageur               | Temps   |
| ------------------ | -------------------- | ------- |
| Médaille d'or      | Zhang Siqian         | 14 s 2  |
| Médaille d'argent  | Tong Zhenbo          | 14 s 20 |
| Médaille de bronze | Kim Chan-yeong       | 14 s 23 |
| 4                  | Max Poschart         | 14 s 34 |
| 5                  | Mauricio Fernández   | 14 s 48 |
| 6                  | Lee Dong-jin         | 14 s 54 |
| 7                  | Anastasios Mylonakis | 14 s 75 |
| 8                  | Serhii Smishchenko   | 14 s 99 |

| Rang               | Nageuse        | Temps   |
| ------------------ | -------------- | ------- |
| Médaille d'or      | Hu Yaoyao      | 15 s 75 |
| Médaille d'argent  | Shu Chengjing  | 15 s 90 |
| Médaille de bronze | Paula Aguirre  | 16 s 27 |
| 4                  | Seo Ui-jin     | 16 s 29 |
| 5                  | Maiwenn Hamon  | 16 s 53 |
| 6                  | Dora Bassi     | 16 s 54 |
| 7                  | Maëlle Lecoeur | 16 s 76 |
| 8                  | Jang Ye-sol    | 17 s 43 |

### 100msurface
| Rang               | Nageur               | Temps   |
| ------------------ | -------------------- | ------- |
| Médaille d'or      | Max Poschart         | 34 s 50 |
| Médaille d'argent  | Filip Strikinac      | 34 s 90 |
| Médaille de bronze | Anastasios Mylonakis | 36 s 39 |
| 4                  | Kohki Ueno           | 36 s 45 |
| 5                  | Serhii Smishchenko   | 36 s 75 |
| 6                  | Juan Rodríguez       | 36 s 77 |
| 7                  | Stefano Figini       | 37 s    |
| 8                  | Shan Yongan          | 47 s 4  |

| Rang               | Nageuse           | Temps   |
| ------------------ | ----------------- | ------- |
| Médaille d'or      | Shu Chengjing     | 39 s 32 |
| Médaille d'argent  | Xu Yichuan        | 40 s 5  |
| Médaille de bronze | Grace Fernández   | 40 s 52 |
| 4                  | Paula Aguirre     | 40 s 55 |
| 5                  | Moon Ye-jin       | 40 s 67 |
| 6                  | Viktoriia Uvarova | 40 s 74 |
| 7                  | Sára Suba         | 40 s 78 |
| 8                  | Dora Bassi        | 40 s 87 |

### 200msurface
| Rang               | Nageur           | Temps         |
| ------------------ | ---------------- | ------------- |
| Médaille d'or      | Max Poschart     | 1 min 19 s 87 |
| Médaille d'argent  | Alex Mozsár      | 1 min 20 s 3  |
| Médaille de bronze | Ádám Bukor       | 1 min 20 s 12 |
| 4                  | Hugo Meyer       | 1 min 21 s 54 |
| 5                  | Filip Latal      | 1 min 21 s 78 |
| 6                  | Oleksii Zakharov | 1 min 21 s 96 |
| 7                  | Juan Ocampo      | 1 min 23 s 95 |
| 8                  | Stefano Figini   | 1 min 24 s 10 |

| Rang               | Nageur                  | Temps         |
| ------------------ | ----------------------- | ------------- |
| Médaille d'or      | Sofiia Hrechko          | 1 min 29 s 57 |
| Médaille d'argent  | Dora Bassi              | 1 min 30 s 46 |
| Médaille de bronze | Csilla Károlyi          | 1 min 30 s 54 |
| 4                  | Xu Yichuan              | 1 min 30 s 59 |
| 5                  | Eirini Deligianni       | 1 min 32 s 96 |
| 6                  | Pauline Gerard-Renissac | 1 min 33 s 22 |
| 7                  | Anastasiia Makarenko    | 1 min 34 s 78 |
| 8                  | Gamila Aly Hassan       | 1 min 36 s 18 |

### 400msurface
| Rang               | Nageur                | Temps         |
| ------------------ | --------------------- | ------------- |
| Médaille d'or      | Alex Mozsár           | 2 min 56 s 87 |
| Médaille d'argent  | Yoon Young-joong      | 2 min 57 s 76 |
| Médaille de bronze | Ádám Bukor            | 2 min 57 s 83 |
| 4                  | Hugo Meyer            | 2 min 58 s 13 |
| 5                  | Oleksii Zakharov      | 2 min 58 s 31 |
| 6                  | Robert Golena         | 3 min 3 s 9   |
| 7                  | Derin Toparlak        | 3 min 3 s 14  |
| 8                  | Antonios Tsourounakis | 3 min 6 s 57  |

| Rang               | Nageuse             | Temps         |
| ------------------ | ------------------- | ------------- |
| Médaille d'or      | Johanna Schikora    | 3 min 14 s 22 |
| Médaille d'argent  | Sofiia Hrechko      | 3 min 16 s 22 |
| Médaille de bronze | Anastasiia Antoniak | 3 min 18 s 84 |
| 4                  | Lilla Blaszak       | 3 min 20 s 89 |
| 5                  | Anita Szabo         | 3 min 22 s 80 |
| 6                  | Elena Poschart      | 3 min 27 s 30 |
| 7                  | Gamila Aly Hassan   | 3 min 33 s 23 |
| 8                  | Chen Sijia          | 3 min 53 s 61 |

### 50mbi-palmes
| Rang               | Nageur                  | Temps   |
| ------------------ | ----------------------- | ------- |
| Médaille d'or      | Szymon Kropidłowski     | 18 s 71 |
| Médaille d'argent  | Stylianos Chatziiliadis | 18 s 74 |
| Médaille de bronze | Christos Ioannas Bonias | 18 s 99 |
| 4                  | Peter Holoda            | 19 s 29 |
| 5                  | Adam Sincki             | 19 s 58 |
| 5                  | Viktor Riepin           | 19 s 58 |
| 7                  | Drew Addison Modrov     | 19 s 66 |
| 8                  | William Birkett         | 19 s 70 |

| Rang               | Nageuse              | Temps   |
| ------------------ | -------------------- | ------- |
| Médaille d'or      | Petra Senánszky      | 20 s 54 |
| Médaille d'argent  | Choi Min-ji          | 21 s 59 |
| Médaille de bronze | Krisztina Varga      | 21 s 64 |
| 4                  | Antonina Dudek       | 22 s 6  |
| 5                  | He Pin-li            | 22 s 7  |
| 6                  | Iryna Pikiner        | 22 s 11 |
| 7                  | Yevheniia Tymoshenko | 22 s 50 |
| 8                  | Diana Moreno         | 22 s 82 |

### 100mbi-palmes
| Rang               | Nageur                  | Temps   |
| ------------------ | ----------------------- | ------- |
| Médaille d'or      | Peter Holoda            | 42 s 35 |
| Médaille d'argent  | Szymon Kropidłowski     | 42 s 41 |
| Médaille de bronze | Christos Ioannas Bonias | 42 s 59 |
| 4                  | Stylianos Chatziiliadis | 42 s 68 |
| 5                  | Kelen Cseplo            | 42 s 92 |
| 6                  | Viktor Riepin           | 43 s 12 |
| 7                  | Adrien Ghirardi         | 43 s 70 |
| 8                  | Ahmed Ehab Ibrahim      | 44 s 81 |

| Rang               | Nageuse              | Temps   |
| ------------------ | -------------------- | ------- |
| Médaille d'or      | Petra Senánszky      | 45 s 38 |
| Médaille d'argent  | Krisztina Varga      | 47 s 80 |
| Médaille de bronze | Zuzana Hrašková      | 48 s 5  |
| 4                  | Antonina Dudek       | 48 s 11 |
| 5                  | Iryna Pikiner        | 48 s 23 |
| 6                  | He Pin-li            | 48 s 46 |
| 7                  | Yevheniia Tymoshenko | 48 s 85 |
| 8                  | Aikaterini Maniati   | 49 s 90 |

### Relais4 × 50msurface
| Rang               | Équipe                                                                                              | Temps                                                |
| ------------------ | --------------------------------------------------------------------------------------------------- | ---------------------------------------------------- |
| Médaille d'or      | Colombie- Juan Rodríguez - Juan Duque - Mauricio Fernández - Juan Ocampo                            | 1 min 1 s 13- 15 s 87 - 15 s 11 - 14 s 54 - 15 s 61  |
| Médaille d'argent  | Chine- Zhang Siqian - Shan Yongan - Wang Zhihao - Tong Zhenbo                                       | 1 min 1 s 33- 15 s 77 - 15 s 21 - 15 s 37 - 14 s 98  |
| Médaille de bronze | Allemagne- Justus Mörstedt - Malte Striegler - Robert Golenia - Max Poschart                        | 1 min 1 s 54- 16 s 11 - 15 s 79 - 15 s 17 - 14 s 47  |
| 4                  | Grèce- Anastasios Mylonakis - Georgios Panagiotidis - Antonios Tsourounakis - Georgios Kaltsoukalas | 1 min 2 s 87- 15 s 62 - 15 s 81 - 16 s 43 - 15 s 1   |
| 5                  | Ukraine- Dmytro Gaponenko - Oleksandr Odynokov - Oleksii Zakharov - Serhii Smiischenko              | 1 min 3 s 36- 16 s 37 - 15 s 88 - 16 s 9 - 15 s 2    |
| 6                  | Hongrie- Alex Mozsár - Matthew Hamlin - Nandor Kiss - Ádám Bukor                                    | 1 min 6 s 25- 17 s 1 - 16 s 55 - 16 s 9 - 16 s 44    |
| 7                  | États-Unis- Drew Addison Modrov - Santiago Mora - Edward Sukura McLawson - Nicolas ORdonez Restrepo | 1 min 15 s 79- 17 s 54 - 18 s 14 - 21 s 20 - 18 s 91 |

| Rang               | Équipe | Temps                                                |
| ------------------ | --- | ---------------------------------------------------- |
| Médaille d'or      | Chine- Shu Chengjing - Hu Yaoyao - Chen Sijia - Xu Yichuan                                                     | 1 min 8 s 95- 17 s 47 - 16 s 73 - 18 s - 16 s 75     |
| Médaille d'argent  | Colombie- Paula Aguirre - Diana Moreno - Viviana Retamozo - Grace Fernández                                    | 1 min 10 s 11- 18 s 2 - 17 s 36 - 17 s 45 - 17 s 28  |
| Médaille de bronze | Corée du Sud- Moon Ye-jin - Kim Min-jeong - Jang Ye-sol - Seo Ui-jin                                           | 1 min 10 s 58- 18 s 7 - 17 s 10 - 18 s 27 - 17 s 14  |
| 4                  | Ukraine- Sofiia Hrechko - Anastasiia Makarenko - Anastasiia Antoniak - Viktoriia Uvarova                       | 1 min 11 s 41- 18 s 49 - 17 s 91 - 17 s 97 - 17 s 4  |
| 5                  | France- Maiwann Hamon - Pauline Gerard-Renissac - Anaïs Verger - Maëlle Lecoeur                                | 1 min 12 s 52- 18 s 19 - 18 s 29 - 18 s 27 - 17 s 77 |
| 6                  | Hongrie- Petra Senánszky - Anita Szabo - Csilla Károlyi - Krisztina Varga                                      | 1 min 12 s 60- 18 s 76 - 18 s 20 - 17 s 87 - 17 s 77 |
| 7                  | Allemagne- Michele Rutze - Nadja Barthel - Elena Poschart - Johanna Schikora                                   | 1 min 14 s 60- 19 s 28 - 17 s 91 - 18 s 15 - 19 s 26 |
| 8                  | États-Unis- Alix Victoria Perez Rubio - Sofia Osorio Gomez - Julia Andriivna Golovina - Sofia Isabel Hernandez | 1 min 26 s 31- 19 s 26 - 22 s 82 - 22 s 41 - 21 s 82 |

### Relais4 × 100msurface
| Rang               | Équipe                                                                                              | Temps                                                |
| ------------------ | --------------------------------------------------------------------------------------------------- | ---------------------------------------------------- |
| Médaille d'or      | Allemagne- Robert Golenia - Malte Striegler - Justus Mörstedt - Max Poschart                        | 2 min 18 s 13- 35 s 50 - 35 s 84 - 33 s 70 - 33 s 9  |
| Médaille d'argent  | Colombie- Juan Rodríguez - Juan Duque - Mauricio Fernández - Juan Ocampo                            | 2 min 19 s 1- 35 s 24 - 35 s 9 - 34 s 18 - 34 s 50   |
| Médaille de bronze | Chine- Wang Zhihao - Tong Zhenbo - Zhang Siqian - Shan Yongan                                       | 2 min 20 s 18- 36 s 80 - 34 s 8 - 35 s 39 - 33 s 91  |
| 4                  | Grèce- Georgios Kaltsoukalas - Georgios Panagiotidis - Antonios Tsourounakis - Anastasios Mylonakis | 2 min 23 s 68- 35 s 73 - 36 s 34 - 36 s 47 - 35 s 14 |
| 5                  | Hongrie- Alex Mozsár - Matthew Hamlin - Nandor Kiss - Ádám Bukor                                    | 2 min 24 s 13- 36 s 25 - 36 s 57 - 36 s 54 - 34 s 77 |
| 6                  | Ukraine- Serhii Smiischenko - Dmytro Gaponenko - Oleksandr Odynokov - Oleksii Zakharov              | 2 min 24 s 61- 35 s 90 - 36 s 66 - 36 s 72 - 35 s 33 |
| 7                  | États-Unis- Santiago Mora - Drew Addison Modrov - Edward Sukura McLawson - Nicolas ORdonez Restrepo | 3 min 3 s 4- 43 s 1 - 41 s 47 - 49 s 77 - 48 s 79    |

| Rang               | Équipe | Temps                                                     |
| ------------------ | --- | --------------------------------------------------------- |
| Médaille d'or      | Chine- Shu Chengjing - Hu Yaoyao - Chen Sijia - Xu Yichuan                                                     | 2 min 38 s 30- 39 s 64 - 39 s 26 - 40 s 83 - 38 s 57      |
| Médaille d'argent  | Hongrie- Sára Suba - Petra Senánszky - Csilla Károlyi - Krisztina Varga                                        | 2 min 39 s 37- 40 s 75 - 40 s 33 - 39 s 25 - 39 s 4       |
| Médaille de bronze | Colombie- Grace Fernández - Viviana Retamozo - Diana Moreno - Paula Aguirre                                    | 2 min 39 s 93- 40 s 32 - 39 s 69 - 40 s 41 - 39 s 51      |
| 4                  | Ukraine- Anastasiia Makarenko - Sofiia Hrechko - Anastasiia Antoniak - Viktoriia Uvarova                       | 2 min 40 s 65- 41 s 42 - 39 s 53 - 40 s 92 - 38 s 78      |
| 5                  | Corée du Sud- Kim Min-jeong - Seo Ui-jin - Choi Min-ji - Moon Ye-jin                                           | 2 min 41 s 15- 39 s 73 - 40 s 82 - 40 s 67 - 39 s 93      |
| 6                  | Allemagne- Michele Rutze - Nadja Barthel - Elena Poschart - Johanna Schikora                                   | 2 min 45 s 35- 41 s 90 - 41 s 36 - 39 s 89 - 42 s 20      |
| 7                  | France- Maëlle Lecoeur - Pauline Gerard-Renissac - Anaïs Verger - Maiwann Hamon                                | 2 min 45 s 77- 43 s 40 - 40 s 90 - 40 s 43 - 41 s 4       |
| 8                  | États-Unis- Alix Victoria Perez Rubio - Sofia Isabel Hernandez - Julia Andriivna Golovina - Sofia Osorio Gomez | 3 min 27 s 33- 44 s 12 - 49 s 51 - 50 s 92 - 1 min 2 s 78 |

## Médaillés
Hommes
| Épreuves              | Or                                                                           | Argent                                                                   | Bronze                                                                       |
| --------------------- | ---------------------------------------------------------------------------- | ------------------------------------------------------------------------ | ---------------------------------------------------------------------------- |
| 50m apnée             | Zhang Siqian                                                                 | Zhang Siqian                                                             | Kim Chan-yeong                                                               |
| 100m surface          | Max Poschart                                                                 | Filip Strikinac                                                          | Anastasios Mylonakis                                                         |
| 200m surface          | Max Poschart                                                                 | Alex Mozsár                                                              | Ádám Bukor                                                                   |
| 400m surface          | Alex Mozsár                                                                  | Yoon Young-joong                                                         | Ádám Bukor                                                                   |
| Relais 4x50m surface  | Colombie- Juan Rodríguez - Juan Duque - Mauricio Fernández - Juan Ocampo     | Chine- Zhang Siqian - Shan Yongan - Wang Zhihao - Tong Zhenbo            | Allemagne- Justus Mörstedt - Malte Striegler - Robert Golenia - Max Poschart |
| Relais 4x100m surface | Allemagne- Robert Golenia - Malte Striegler - Justus Mörstedt - Max Poschart | Colombie- Juan Rodríguez - Juan Duque - Mauricio Fernández - Juan Ocampo | Chine- Wang Zhihao - Tong Zhenbo - Zhang Siqian - Shan Yongan                |
| 50m bi-palmes         | Szymon Kropidłowski                                                          | Stylianos Chatziiliadis                                                  | Christos Bonias                                                              |
| 100m bi-palmes        | Peter Holoda                                                                 | Szymon Kropidłowski                                                      | Christos Bonias                                                              |

Femmes
| Épreuves              | Or                                                         | Argent                                                                      | Bronze                                                                      |
| --------------------- | ---------------------------------------------------------- | --------------------------------------------------------------------------- | --------------------------------------------------------------------------- |
| 50m apnée             | Hu Yaoyao                                                  | Shu Chengjing                                                               | Paula Aguirre                                                               |
| 100m surface          | Shu Chengjing                                              | Xu Yichuan                                                                  | Grace Fernández                                                             |
| 200m surface          | Sofiia Hrechko                                             | Dora Bassi                                                                  | Csilla Károlyi                                                              |
| 400m surface          | Johanna Schikora                                           | Sofiia Hrechko                                                              | Anastasiia Antoniak                                                         |
| Relais 4x50m surface  | Chine- Shu Chengjing - Hu Yaoyao - Chen Sijia - Xu Yichuan | Colombie- Paula Aguirre - Diana Moreno - Viviana Retamozo - Grace Fernández | Corée du Sud- Moon Ye-jin - Kim Min-jeong - Jang Ye-sol - Seo Ui-jin        |
| Relais 4x100m surface | Chine- Shu Chengjing - Hu Yaoyao - Chen Sijia - Xu Yichuan | Hongrie- Sára Suba - Petra Senánszky - Csilla Károlyi - Krisztina Varga     | Colombie- Grace Fernández - Viviana Retamozo - Diana Moreno - Paula Aguirre |
| 50m bi-palmes         | Petra Senánszky                                            | Choi Min-ji                                                                 | Krisztina Varga                                                             |
| 100m bi-palmes        | Petra Senánszky                                            | Krisztina Varga                                                             | Zuzana Hrašková                                                             |

## Tableau des médailles
- Pays organisateur

| Rang  | Nation       | Or | Argent | Bronze | Total |
| ----- | ------------ | -- | ------ | ------ | ----- |
| 1     | Chine        | 5  | 4      | 1      | 10    |
| 2     | Hongrie      | 4  | 3      | 4      | 11    |
| 3     | Allemagne    | 4  | 0      | 1      | 5     |
| 4     | Colombie     | 1  | 2      | 3      | 6     |
| 5     | Ukraine      | 1  | 1      | 1      | 3     |
| 6     | Pologne      | 1  | 1      | 0      | 2     |
| 7     | Corée du Sud | 0  | 2      | 2      | 4     |
| 8     | Croatie      | 0  | 2      | 0      | 2     |
| 8     | Grèce        | 0  | 1      | 3      | 4     |
| 10    | Slovaquie    | 0  | 0      | 1      | 1     |
| Total | Total        | 16 | 16     | 16     | 48    |